# DTX (Fernsehsender)
DTX ist ein polnischer Themenkanal, der seinen Schwerpunkt auf die Zielgruppe Männer konzentriert. Das Programm umfasst unter anderem die Themen Automobile, Ernährung und Extremvariationen einiger Sportarten wie zum Beispiel Fischen.

## Geschichte
DTX startete am 17. September 2013 als Discovery Turbo Xtra und ersetzte den Sender Discovery World. Seit dem 17. April 2014 wird das Programm in HD-Qualität ausgestrahlt. Am 21. November 2016 erfolgte die Umbenennung in DTX.
CBS Reality, BBC Brit und Polsat Play gelten in Polen als Konkurrenzsender von DTX.

## Programm
- Absurdy Drogowe
- Auto - reaktywacja
- Spartan Race
- Moda na prędkość
- Uliczne wyścigi
- Kodeks gangstera
- Co było dalej?
- Brytyjskie złoto

## Logos

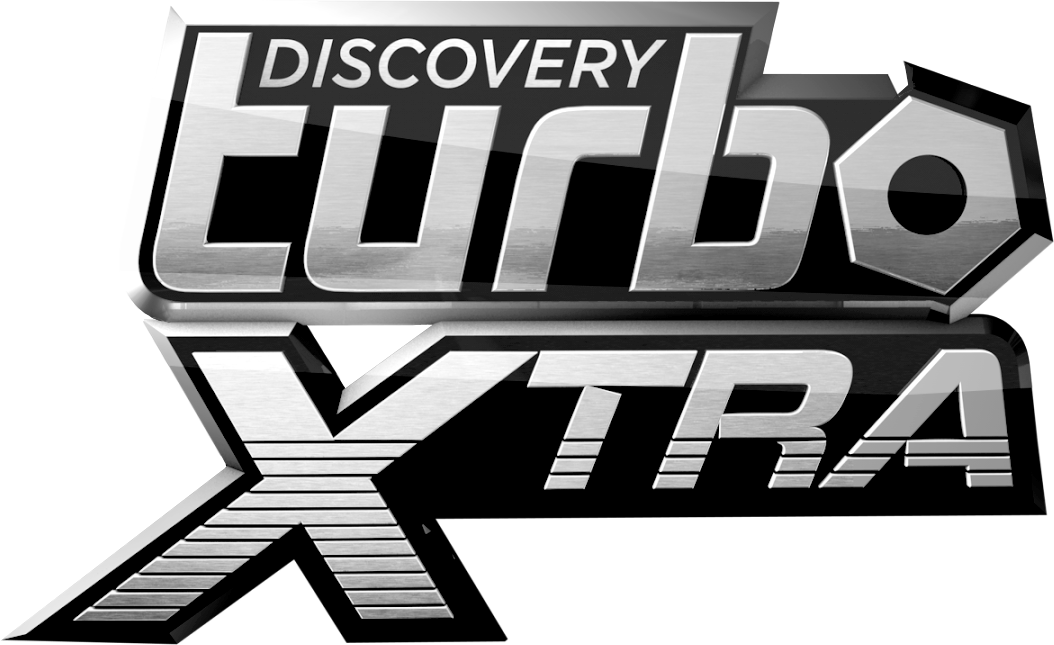
Logo vom 17. September 2013 bis 2016
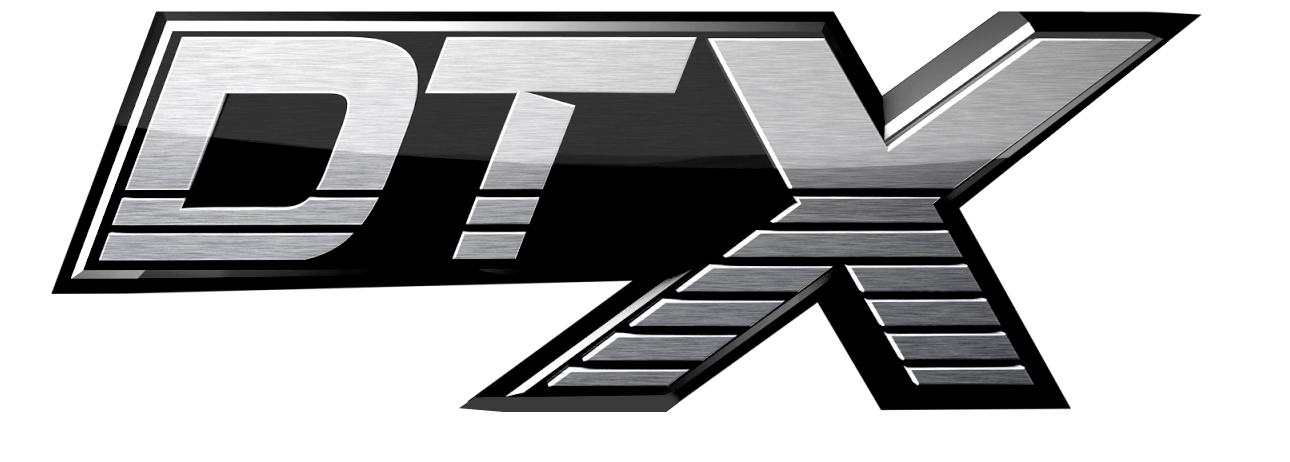
Logo seit 2016